# Back Home
Back Home е осемнадесетия студиен албум на Ерик Клептън (китарист, композитор, изпълнител). Световната премиера на албума е на 29 август 2005 г. В САЩ албумът излиза един ден по-късно. „Back Home“ е първият самостоятелен албум с изцяло нов материал от четири години (албумът „Reptile“ 2001). Това е и първият студиен албум, който Клептън издава след раздялата  с приятеля и колегата Ринго Стар (ноември 2011). Песента „Love Comes To Everyone“, написана през 1979 от Джордж Харисън, в албума на Ерик Клептън е специално посветена на Ринго Стар.

## Участници
- Art Direction, Design – Catherine Roylance
- Backing Vocals – Lawrence Johnson, Michelle John*, Sharon White (2)
- Bass – Nathan East
- Drum Programming, Percussion – Nicky 'Misschief' Shaw*
- Drums – Abraham Laboriel Jr., Steve Gadd
- Engineer [Assistant Engineering] – George Renwick, Philippe Rose
- Guitar – Andy Fairweather Low*, Doyle Bramhall II
- Horns – Kick Horns, The
- Keyboards, Programmed By – Simon Climie
- Mastered By – Bob Ludwig
- Mixed By – Mick Guzauski
- Mixed By [Mix Assistant] – Tom Bender
- Musician [Guest] – Chris Stainton, John Mayer, Paul Fakhourie, Pino Palladino, Robert Randolph, Stephen Marley, Steve Winwood, Toby Baker, Vince Gill
- Organ [Hammond], Piano, Keyboards – Billy Preston
- Producer – Eric Clapton, Simon Climie
- Recorded By – Alan Douglas (2)
- Strings – Gavin Wright*, Isobelle Griffiths*, Nick Ingman
- Vocals, Guitar – Eric Clapton